# Édifice Catherine-De Longpré
L'édifice Catherine-De Longpré est le siège du ministère de la Santé et des Services sociaux du Québec. Initialement désigné sous le nom d'édifice Joffre, il est situé sur le chemin Sainte-Foy à Québec.

## Description
L'édifice de style fonctionnaliste possède 15 étages. Il est recouvert de panneaux préfabriqués de béton, percés de rangées de fenêtres. Le dernier étage comprend les espaces mécaniques.

## Histoire

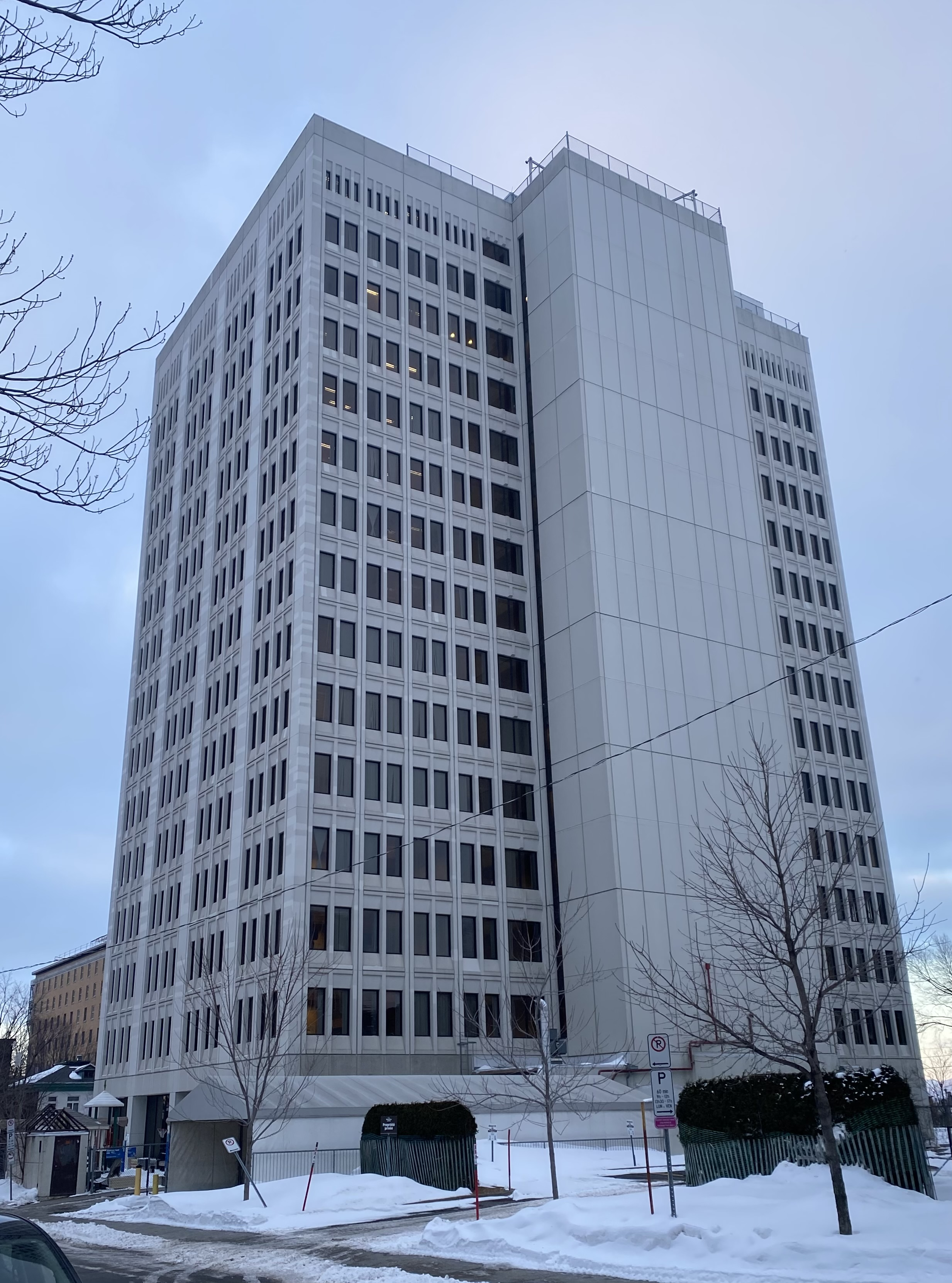
Façade arrière de l'édifice.

L'édifice est construit en 1964-1965 selon les plans des architectes Jacques Bissonnette, Eugène Corriveau, Frederick A. Walker et André Tessier. Il est alors construit au coût de 3,5 millions $ et est le premier immeuble de grande hauteur du quartier Saint-Sacrement.
Le bâtiment abrite initialement le ministère de l'Emploi et de la Solidarité sociale.
Le 25 janvier 1990, l'édifice est renommé en mémoire de Catherine de Longpré, cofondatrice de l'Hôtel-Dieu de Québec, à l'occasion de son 350e anniversaire de fondation. Il portait auparavant le nom d'édifice Joffre, en référence à la rue qui le borde du côté ouest. 